# 泉州公交41路
泉州公交41路是中华人民共和国泉州市境内的一条公共交通线路，全程16.7公里。起讫点为丰泽区人力资源产业园至田洋村，运营时间为丰泽区人力资源产业园：7:00-19:05；田洋村：6:20-18:40

## 历史
- 2005年9月5日，泉州公交发展有限公司（公交集团前身）开通41路，该线系由20路拆分而来。初期运营区间为少体校-经贸学院。初期运行时间为6:20-18:00。无人售票2元/人，使用车辆为自20路划拨的8部牡丹牌小巴[1][2]
- 2006年1月28日，41路自经贸学院，经由南环路延伸至田洋村始发终到[3]
- 2006年7月8日，因东岳前街道路施工的需要，41路取消途径少体校、齐云路，缩线至仁凤工业区始发终到
- 2006年9月27日，东岳前街道路施工完成，41路恢复途径齐云路至少体校始发终到[4]
- 2006年10月11日，41路取消途径东湖街、温陵路、义全街、天后路、中山南路、新门街，改为途径刺桐北路、田安路、丰泽街、九一街、中山路、北门街、城北路、城西路至临漳门后原线行驶[5]
- 2007年2月16日，因火炬路高峰期过于拥堵，41路取消途径火炬路，改为途径常兴路至洋仕村口后原线行驶[6]
- 2007年4月30日，41路接手并更换自29路退下的12部华夏AC6750Q型汽油无空调城市客车
- 2007年8月1日，41路取消途径少林路、齐云路、东岳前街、少体校，改为途径东湖街、刺桐北路至泉州体育中心始发终到[7]
- 2008年2月15日，因火炬路道路施工需要，41路取消途径火炬街，改为途径井美街
- 2008年12月3日，41路部分班次延伸至少林寺，每半小时延伸，运营时间调整为田洋村6:00-19:00、泉州体育中心6:20-18:00、少林寺7:10-18:30[8]
- 2009年5月14日，41路一部车辆，于当晚18时于井美路口，因车辆失控撞上电线杆，造成车上5人受伤[9]
- 2010年3月11日，41路恢复途径常兴街、火炬街[10]
- 2010年11月，41路更换为10部福达FZ6890UF3G3型柴油空调公交车，当月，因车辆换大，及少林寺附近路段路况过于恶劣，41路自该月起取消延伸少林寺的排班
- 2016年3月14日，41路一部运营车辆在途径兴贤路浮桥站时，遭遇后方K901路运营车辆追尾，造成41路该车后挡风破损[11]
- 2017年6月30日，41路票价由分段计价¥2.0降为一票制¥1.0[12][13]
- 2017年7月1日，因刺桐北路拓改需要，泉州体育中心外围已无法停靠。41路由泉州体育中心，途径刺桐北路、东岳前街延伸至南少林。票价、运营时间不变。[14]
- 2017年9月28日，因泉州古城提升改造及城市双修的要求，41路自该日起，取消途径九一街、打锡街、中山中路、中山北路、北门街、城北路。改为途径、涂门街、新门街、新华北路至城北路后原线行驶。[15]
- 2018年5月2日，因火炬工业区内道路以及南环路部分路段进行道路改造，41路双向不在途径火炬街、兴贤路，改为途径笋江路[16]
- 2018年5月18日，41路更换为9部大金龙XMQ6802AGBEVL2型空调电动巴士，原有FZ6890UF3G3封存
- 2020年2月10日，41路闽CYF265于南环路站前大道路口，因操作失当撞倒一部电动车，造成电动车骑手受伤。
- 2022年3月16日，因疫情防控要求暂停中心市区范围内所有公交线路运营。41路自当日首班起暂停运营至4月14日。[17]
- 2022年4月15日，41路恢复运营，运营时间临时调整为田洋村7:00-17:30、泉州体校7:40-18:10。[18]
- 2022年4月18日，41路运营时间恢复为泉州体校7:00-19:05、田洋村6:20-18:40[19]
- 2022年9月1日，受火炬街雨污水管网修复及道路整治影响，41路自该日起临时取消途径火炬街、常兴路、锦美路，改为途径南环路、浦口环岛、兴贤路至泉州建材市场后原线行驶，其它不变。[20]
- 2023年3月8日，41路自该日起恢复途径火炬街、常兴路、锦美路，取消途径南环路、浦口环岛。
- 2024年7月5日，因新门-涂门街污水干管建设工程施工。41路自该日起往泉州少林寺方向临时取消途径新门街头、涂门街、温陵北路。改为途径壕沟墘、庄府巷、打锡街、九一街至儿童医院站后原线行驶，并单向增停鲤城区政府、九一街等站，其它不变。[21]
- 2024年8月26日，因紫新路、紫盛路道路改造施工。41路双向临时取消途径紫新路、鲤城教育基地等站[22]
- 2024年10月31日，因南环高架桥施工，自该日起41路往田洋村方向临时取消停靠泉州经贸学院站。
- 2025年1月6日，41路恢复途径新门街头、涂门街、温陵北路。取消途径壕沟墘、庄府巷、打锡街、九一街。[23]
- 2025年3月3日，因优化调整，41路自泉州少林寺经由东岳前街延伸至丰泽区人力资源产业园始发终到。运营时间、票价不变。[24]
- 2025年5月13日，41路自该日起恢复途径紫新路、紫盛路。

## 站点
| 路线 | 路线 | 路线 | 所在地区、街道 | 所在地区、街道 | 站点名               | 备注                 |
| ---- | ---- | ---- | -------------- | -------------- | -------------------- | -------------------- |
|      |      |      | 丰泽区         | 东岳前街       | 丰泽区人力资源产业园 |                      |
|      |      |      | 丰泽区         | 东岳前街       | 泉州少林寺           | 演武堂               |
|      |      |      | 丰泽区         | 刺桐北路       | 泉州体校             |                      |
|      |      |      | 丰泽区         | 东湖街         | 侨乡体育馆           | 泉州海外交通史博物馆 |
|      |      |      | 丰泽区         | 田安北路       | 田安路北段           | 原名 刺桐饭店        |
|      |      |      | 丰泽区         | 田安北路       | 闽侨                 |                      |
|      |      |      | 丰泽区         | 田安北路       | 青少年宫             |                      |
|      |      |      | 丰泽区         | 丰泽街         | 儿童医院             |                      |
|      |      |      | 鲤城区         | 温陵北路       | 温陵路中段           | 原名 公交车站        |
|      |      |      | 鲤城区         | 涂门街         | 棋盘园               |                      |
|      |      |      | 鲤城区         | 涂门街         | 关帝庙               | 清净寺               |
|      |      |      | 鲤城区         | 涂门街         | 府文庙               |                      |
|      |      |      | 鲤城区         | 新门街         | 新门街头             |                      |
|      |      |      | 鲤城区         | 新门街         | 新门菜市             |                      |
|      |      |      | 鲤城区         | 新华北路       | 省五建               |                      |
|      |      |      | 鲤城区         | 新华北路       | 开元寺西门           |                      |
|      |      |      | 鲤城区         | 新华北路       | 培元中学             |                      |
|      |      |      | 鲤城区         | 城西路         | 城西路北段           |                      |
|      |      |      | 鲤城区         | 城西路         | 孟衙巷口             |                      |
|      |      |      | 鲤城区         | 城西路         | 龙头山               |                      |
|      |      |      | 鲤城区         | 笋江路         | 三千坛               |                      |
|      |      |      | 鲤城区         | 兴贤路         | 浮桥                 |                      |
|      |      |      | 鲤城区         | 兴贤路         | 霞洲                 |                      |
|      |      |      | 鲤城区         | 兴贤路         | 锦工中路口           | 原名 联泰第一城      |
|      |      |      | 鲤城区         | 兴贤路         | 王宫                 |                      |
|      |      |      | 鲤城区         | 兴贤路         | 泉州建材市场         |                      |
|      |      |      | 鲤城区         | 火炬街         | 火炬街东段           |                      |
|      |      |      | 鲤城区         | 火炬街         | 火炬街中段           |                      |
|      |      |      | 鲤城区         | 常兴路         | 边防医院             | ↓                    |
|      |      |      | 鲤城区         | 常兴路         | 常兴路中段           | ↓ 原名 火炬傢俬      |
|      |      |      | 鲤城区         | 常兴路         | 常兴路北段           | ↓                    |
|      |      |      | 鲤城区         | 锦美路         | 锦美路西段           | ↓                    |
|      |      |      | 鲤城区         | 南环路         | 乌石路口             |                      |
|      |      |      | 鲤城区         | 南环路         | 樟崎村口             |                      |
|      |      |      | 鲤城区         | 南环路         | 洋仕村口             | 市中医院东           |
|      |      |      | 鲤城区         | 南环路         | 高新科技园           | ↑                    |
|      |      |      | 鲤城区         | 南环路         | 泉州经贸学院         | ↑                    |
|      |      |      | 鲤城区         | 南环路         | 赤土村口             |                      |
|      |      |      | 鲤城区         | 南环路         | 鲤城区教育基地       |                      |
|      |      |      | 鲤城区         | 紫新路         | 紫新路               |                      |
|      |      |      | 鲤城区         | 紫新路         | 田洋村               | 起讫站               |

## 票价
41路计价方式为一票制，票价¥1.0。
- 泉通卡普通卡9折，月票卡、敬老卡、爱心卡优惠有效
- 可使用泉城通APP及支付宝、云闪付、微信乘车码支付

## 配车
41路配车数总计9部，其中：
- 大金龙XMQ6802AGBEVL2 9部

- 华夏AC6750Q
（2007.5 - 2010.11）
- 福达FZ6890UF3G3
（2010.11 - 2018.5）
- 大金龙XMQ6802AGBEVL2
（2018.5 -）

## 相关
- 泉州公交线路列表
- 泉州公交20路